# تاريخ المعرفة

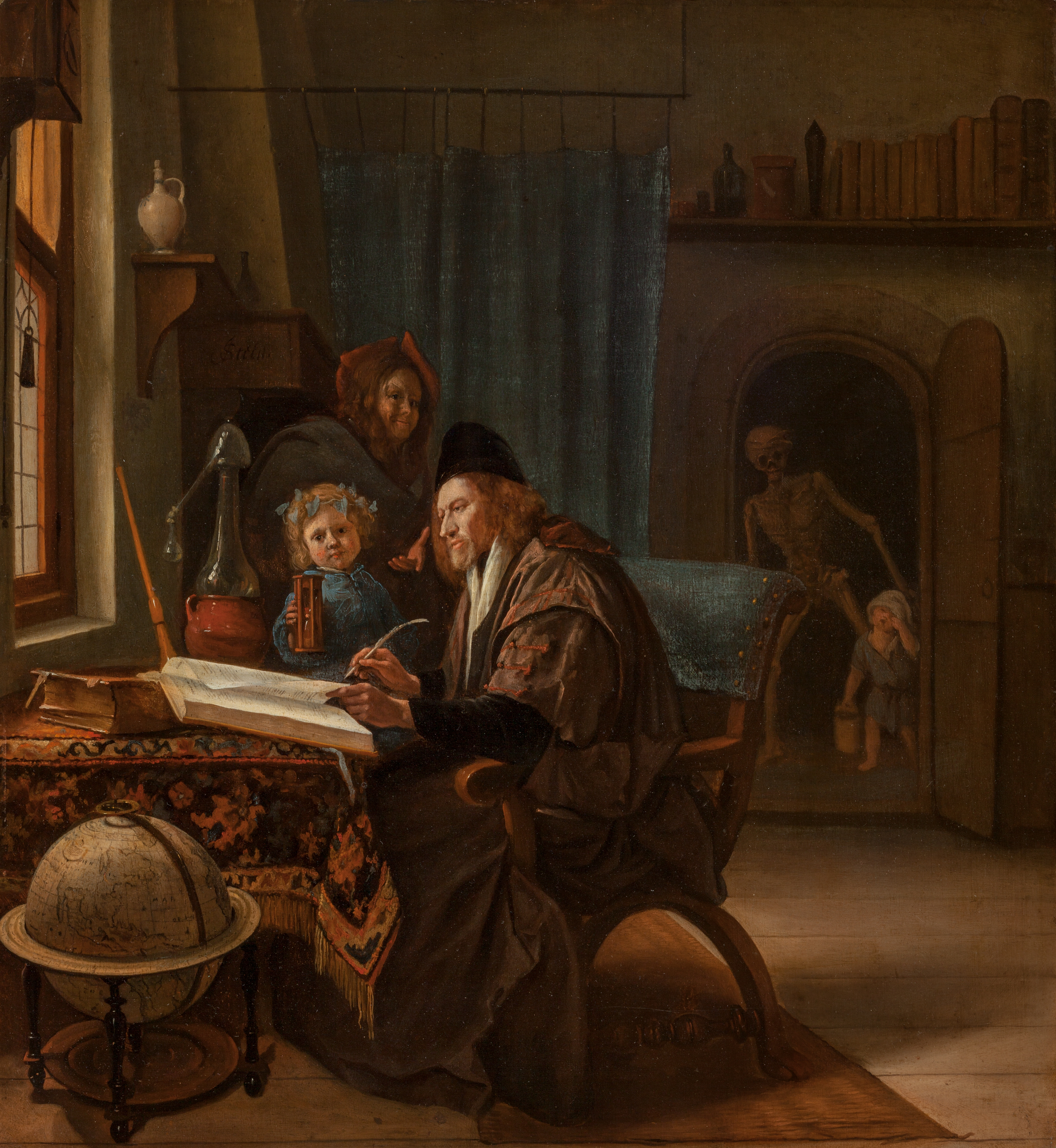

يعرف تاريخ المعرفة بأنه الدراسة التاريخية لمجالات الدراسة التي لا يشملها المصطلح الإنجليزي "science" (العلوم) (راجع تاريخ العلوم), لكن يشملها على سبيل المثال المصطلح الألماني "Wissenschaft" (أي جميع أنواع الدراسات الأكاديمية). من أمثلة ذلك تاريخ الدراسات وتاريخ دراسة الأديان والفلسفة ودراسات الكتاب المقدس وعلم التأريخ ودراسة الموسيقى والفنون إلخ.

## الفلاسفة والباحثون والمثقفون والعلماء
كان أول من استخدم المصطلح عالم الفيلسوف الإنجليزي ومؤرخ العلوم ويليام ويويل في عام 1833. وحتى ذلك الحين، لم يكن هناك اختلاف بين تاريخ العلوم وتاريخ الفلسفة وتاريخ المعرفة.
وقبل عام 1700، لم يكن حجم مجالات المعرفة كبير بالقدر الذي يحتم التخصص الأكاديمي. ولم تكن التخصصات الأكاديمية موجودة كما نعرفها الآن،وكان الباحثون بشكل عام علماء وباحثون فيما يطلق عليه اليوم مصطلح الفنون والعلوم الإنسانية.

## Conferences and seminars
The Seminar on the History of Scholarship is held annually at the Warburg Institute (Oxford-Warburg Studies)

## وصلات خارجية
A.A. Donohue: History of Scholarship of Classical Art History. http://www.oxfordbibliographiesonline.com/view/document/obo-9780195389661/obo-9780195389661-0135.xml;jsessionid=276B8B6B39C868C9DBC7572473B192DF
Weinberg, Joanna (2006). A Sixteenth Century Hebraic Approach to the New Testament. In: History of scholarship: a selection of papers from the Seminar on the History of Scholarship held annually at the Warburg Institute, edited by Christopher Ligota and Jean-Louis Quantin. Oxford (pp 231–250).